# Björnsjön (Strängsereds socken, Västergötland)
Björnsjön är en sjö i Ulricehamns kommun i Västergötland och ingår i Nissans huvudavrinningsområde. Sjön är 2 meter djup, har en yta på 0,12 kvadratkilometer och är belägen 335 meter över havet. Björnsjön ligger i Komosse (västra) Natura 2000-område. Sjön avvattnas av vattendraget Älgån.

## Delavrinningsområde
Björnsjön ingår i det delavrinningsområde (640302-137592) som SMHI kallar för Ovan Hulubäcken. Avrinningsområdets medelhöjd är 334 meter över havet och ytan är 10,53 kvadratkilometer. Det finns inga delavrinningsområden uppströms utan avrinningsområdet är högsta punkten. Älgån som avvattnar avrinningsområdet har biflödesordning 2, vilket innebär att vattnet flödar genom totalt 2 vattendrag innan det når havet efter 199 kilometer. Avrinningsområdet består mestadels av skog (14 procent) och sankmarker (78 procent). Avrinningsområdet har 0,12 kvadratkilometer vattenytor vilket ger det en sjöprocent på 1,1 procent.